# 圣马利亚座堂 (吉隆坡)
圣马利亚座堂（St. Mary's Cathedral）是圣公会东南亚教省西马教区的主教座堂，位于马来西亚吉隆坡。 
最初的圣马利亚教堂为木质结构，于1887年2月13日献堂，坐落在武吉阿曼山顶，现在是马来西亚皇家警察总部所在地。它是当时吉隆坡附近的圣公会小团体的崇拜和精神生活的中心。1894年， 由于信徒增多，该教堂迁址到皇家雪兰莪俱乐部的球场（今独立广场）旁新建一座砖砌教堂。2月3日举行了奠基仪式。1895年2月9日献堂。堂内可容纳200人。
1970年圣公会西马教区成立，圣马利亚教堂成为该教区的主教座堂。